# Carlo Antonini
Carlo Antonini (Chiusi, ... – ...; fl. XX secolo) è stato un imprenditore e dirigente sportivo italiano, presidente della ACF Fiorentina dal 1948 al 1951.

## Biografia
Antonini rilevò la società da Ardelio Allori nel 1948, affidando l'anno successivo la segreteria della società ad Artemio Franchi, che rimase in carica fino al 1951. Grazie alle sue capacità economiche ed alla consulenza di Luigi Ferrero, portò a Firenze calciatori che vinsero nel 1955-1956 la Serie A, come Ardico Magnini, Sergio Cervato, Giuseppe Chiappella e Francesco Rosetta.
Cedette la società nel 1951 a Enrico Befani.